# Scytalopus panamensis
El churrín panameño (Scytalopus panamensis), también denominado tapaculo cejiblanco (en Colombia), churrín pálido o tapacola golipálido, es una especie de ave paseriforme de la familia Rhinocryptidae perteneciente al numeroso género Scytalopus. Es endémica de la frontera entre Colombia y Panamá.

## Distribución y hábitat
Se distribuye en el macizo del Cerro Tacarcuna, en la frontera entre el norte de Colombia (noroeste del Chocó) y este de Panamá.
Esta especie es considerada común en su hábitat natural: el sotobosque de bosques montanos y sus bordes, principalmente entre los 1100 y los 1500 m s. n. m. de altitud.